# Даулет (Курмангазинський район)
Дауле́т (каз. Дәулет) — село у складі Курмангазинського району Атирауської області Казахстану. Входить до складу Тенізького сільського округу.
У радянські часи село називалося Ковальов або Ковальово.
Населення — 126 осіб (2021; 123 у 2009, 80 у 1999, 76 у 1989).